# Sphaeradenia stenosperma
Sphaeradenia stenosperma är en enhjärtbladig växtart som beskrevs av Gunnar Wilhelm Harling. Sphaeradenia stenosperma ingår i släktet Sphaeradenia och familjen Cyclanthaceae.
Artens utbredningsområde är Colombia. Inga underarter finns listade.